# Skorkov (okres Havlíčkův Brod)
Skorkov (německy Skorkau) je obec v okrese Havlíčkův Brod v Kraji Vysočina. Žije zde 95 obyvatel. Při jihovýchodním okraji obce protéká Úsobský potok, který je levostranným přítokem řeky Sázavy.

## Historie
První písemná zmínka o obci pochází z roku 1379.
| Rok            | 1869 | 1880 | 1890 | 1900 | 1910 | 1921 | 1930 | 1950 | 1961 | 1970 | 1980 | 1991 | 2001 | 2006 | 2014 |
| Počet obyvatel | 346  | 385  | 378  | 347  | 362  | 342  | 342  | 227  | 225  | 176  | 140  | 105  | 84   | 77   | 78   |

## Pamětihodnosti
- Vodojem z roku 1912 od Václava Špitálského (technická a kulturní památka)

## Doprava
Územím obce prochází dálnice D1 a silnice II/348 v úseku Herálec - Úsobí. Silnice III. třídy na území obce:
- III/1312 Úsobí - Skorkov
- III/3484 Herálec - Skorkov - Zbinohy